# Parti el-Ghad

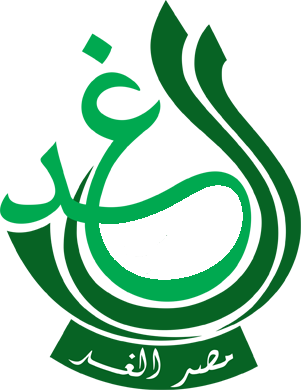
Logo du parti el-Ghad.

Le Parti el-Ghad (en arabe : حزب الغد, Hizb al-Ghad « Parti de demain »), est un parti politique égyptien fondé en 2001 par l'opposant Ayman Nour. 
Il a été légalisé en octobre 2004 au bout d'une longue bataille au cours de laquelle son dossier a été rejeté trois fois par les autorités. Il est de nature centriste, libéral et laïc. Le parti demande à l'origine une ouverture politique plus grande de la part du pouvoir, ainsi qu'une alternance pacifique du pouvoir.
Il est actuellement dirigé par Moussa Mostafa Moussa, partisan du président actuel Abdel Fattah al-Sissi.

## Histoire
Le jeune avocat, Ayman Nour, défenseur des droits de l'homme, ancien membre du Néo-Wafd et un des cofondateurs du parti en 2001, a été élu à sa tête après le premier congrès du mouvement en 2004, organisé peu après sa légalisation.
Le parti milite alors pour la démocratisation de l'Égypte, et l'application des droits de l'homme dans le pays.
Nour s'est servi du parti comme tribune pour demander des réformes constitutionnelles, limité les pouvoirs du président de la République et la mise en place d'élection multipartite démocratique.
Ayman est arrivé deuxième de l’élection présidentielle de 2005, avec environ 13 % des voix, selon les observateurs indépendants (pourtant empêchés d'exercer leur droit de regard), mais 7,6 % selon le ministère de l'Intérieur égyptien et la CIA (The World Factbook — Egypt).
Neuf mois avant l’élection présidentielle, Ayman Nou a été privé de son immunité parlementaire, puis arrêté et condamné à cinq ans de prison, malgré un état de santé défaillant et la protestation (modérée, mais de poids) du porte-parole de la Maison Blanche. Il doit sa libération temporaire sous caution, après 42 jours d'incarcération, à la grève de la faim qu'il avait entamée, malgré son diabète (nécessitant des injections d'insuline régulières), à l'acharnement de ses avocats et à une pétition lancée par la Commissaire européenne Emma Bonino. Il a été condamné à 5 ans de prison le 24 décembre 2005 et réincarcéré.
Durant l'incarcération d'Ayman Nour, Moussa Mostafa Moussa prend la tête du parti. En 2011, après la révolution, Nour est libéré et tente de reprendre la tête du parti. Finalement, après une bataille judiciaire, les tribunaux donnent raison à Moussa et Nour créé un nouveau parti, Ghad al-Thawra. Les deux factions ont néanmoins continué à utiliser toutes deux le nom et les symboles du parti. 
Le 29 janvier 2018, Moussa Mostafa Moussa, devenu partisan du président sortant Abdel Fattah al-Sissi en ayant notamment participé à sa campagne électorale, annonce sa candidature à l'élection présidentielle égyptienne de 2018, dans le but que Sissi ne soit pas le seul candidat à l'élection.  Plusieurs personnalités ayant annoncé leurs candidature, dont Ahmed Chafik et Sami Anan, ont été soit intimidés ou incarcérés,.